# Chajim Leib Auerbach

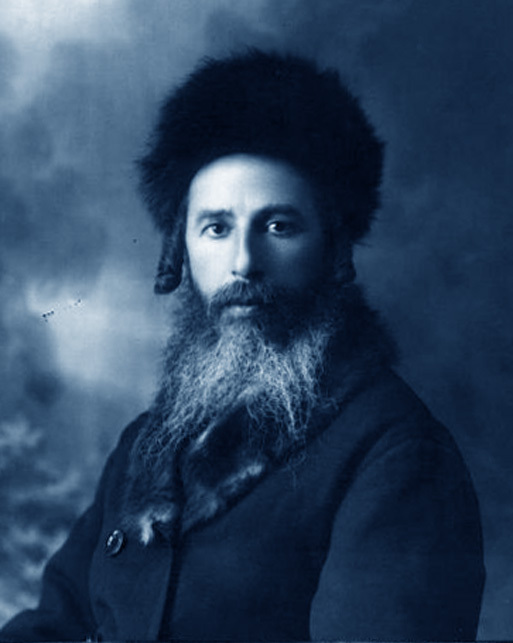
Rabbi Chajim Jehuda Leib Auerbach

Chajim Jehuda Leib Auerbach (31. Dezember 1886 in Tel Aviv-Jaffa – 26. September 1954 in Jerusalem) war ein bedeutender Rabbiner und der erste Rosch der Jeschiva Schaʿar Haschamajim. 
Sein Vater war Avraham Dov Auerbach, Rabbiner in Tschernowitz und Chmielnik. Nach einem gemeinsamen Traum, in welchem ihnen der 1572 verstorbene Rabbiner Isaak Luria auftrug, seine Lehre zu verbreiten, gründeten er und der Rabbiner Schimon Lider Horowitz die Jeschivat Schaʿar Hashamajim in Jerusalem. Diese ist eine aschkenasische Jeschiva, welche sich bis heute talmudischen und lurischen kabbalistischen Studien widmet. Auerbach war von 1906 bis zu seinem Tod im Jahre 1954 deren erster Rosch-Jeschiva (Leiter einer Jeschiva).
Auerbach schrieb mit Chacham Lev einen bekannten Torakommentar. 
Er heiratete Tzivya, die Tochter von Rav Schlomo Salman Porusch (1850–1898), und hatte mit ihr sieben Kinder, darunter ebenfalls jüdische Gelehrte. Der älteste Sohn war Schlomo Salman Auerbach, einer der bedeutendsten Posqim des 20. Jahrhunderts. Schalom Schwadron, der Jerusalemer Maggid, und Rav Simche Bunem Leisersohn waren seine Schwiegersöhne. Begraben wurde er auf dem Har HaMenuchot.